# Eesti Superkarikas 2018
La 23ª edizione della Eesti Superkarikas si è svolta il 23 febbraio 2018 all'EJL Jalgpallihall di Tallinn tra il Flora Tallinn, vincitore della Meistriliiga 2017 e il Levadia Tallinn, nel quale è confluito l'FCI Tallinn, vincitore della Coppa d'Estonia 2016-2017.
La squadra Levadia Tallinn si è aggiudicata il trofeo per la settima volta nella sua storia.

## Tabellino
| Arbitro: | Frischer |

|                              |                      |                          |
| Liivak 52’ (rig.) Miller 66’ | Marcatori            | 84’ Andreev 87’ Nesterov |
|                              | Tiri di rigore 3 – 4 |                          |